# Nữ giáo hoàng (phim)
Giáo hoàng Joan (tiếng Đức: Die Päpstin), là bộ phim lịch sử của điện ảnh Đức, hợp tác với Anh, Ý, Tây Ban Nha, sản xuất năm 2009 do Sönke Wortmann đạo diễn, phát hành bằng ngôn ngữ tiếng Anh. Phim dựa theo tiểu thuyết cùng tên rất nổi tiếng xuất bản năm 1996 của nhà văn người Mỹ Donna Woolfolk. Phim được đề cử 4 giải thưởng Đức năm 2010, được công chúng đón nhận, nhưng cũng gặp nhiều chỉ trích, bao gồm từ phía giáo hội. Giáo hoàng Joan được công chiếu tại Liên hoan phim Đức tại Việt Nam lần thứ hai năm 2011 với tên "Nữ giáo hoàng".

## Diễn viên
- Johanna Wokalek as Johanna
  - Lotte Flack as Johanna - age 10-14
  - Tigerlily Hutchinson as Johanna - age 6-9
  - Tabitha Christina Rieger as Johanna - baby
- Iain Glen as Johanna's father, the village priest
- Jördis Triebel as Gudrun, Johanna's mother
- Jan-Hendrik Kiefer as Johannes, Johanna's brother
  - William Stütz as Johannes - age 9-12
  - Jack Flack as Johannes - age 3
- Sandro Lohmann as Matthew, Johanna's brother
  - Lukas T. Berglund as Matthew - age 6
- Edward Petherbridge as Aesculapius, the teacher
- Oliver Nägele as Bishop Fulgentius
- Marc Bischoff as Odo, the teacher
- David Wenham as Count Gerold
- Claudia Michelsen as Countess Richild
- John Goodman as Pope Sergius II
- Anatole Taubman as Anastasius Bibliothecarius, Sergius' Papal Nomenclator
- Oliver Cotton as Arsenius, Anastasius' father
- Nicholas Woodeson as Arighis, Johanna's Papal Nomenclator
- Gerald Alexander Held as Emperor Lothar
- Suzanne Bertish as Bishop Arnaldo, the narrator